# 광주남초등학교
광주남초등학교(光州南初等學校)는 대한민국 광주광역시 동구 소태동에 있는 초등학교이며, 일제강점기 말엽 시대였었던 1943년 4월 1일 첫 개교되었다.

## 학교 연혁
- 1943년 4월 1일 광산군 효지남공립국민학교로 개교
- 1956년 10월 1일 광주남국민학교로 교명 변경
- 1987년 9월 1일 용산국민학교 분리
- 1996년 3월 1일 광주남초등학교로 교명 변경
- 2014년 2월 18일 제66회 졸업(졸업생 총 25,456명)
- 2014년 3월 1일 제25대 박민선 교장 선생님 부임
- 2015년 2월 18일 제67회 졸업(졸업생, 총 25,578명)
- 2016년 2월 5일 제68회 졸업(졸업생 총 25,712명)

## 같이 보기
- 광주남초등학교 축구단(해체)